# Termografia

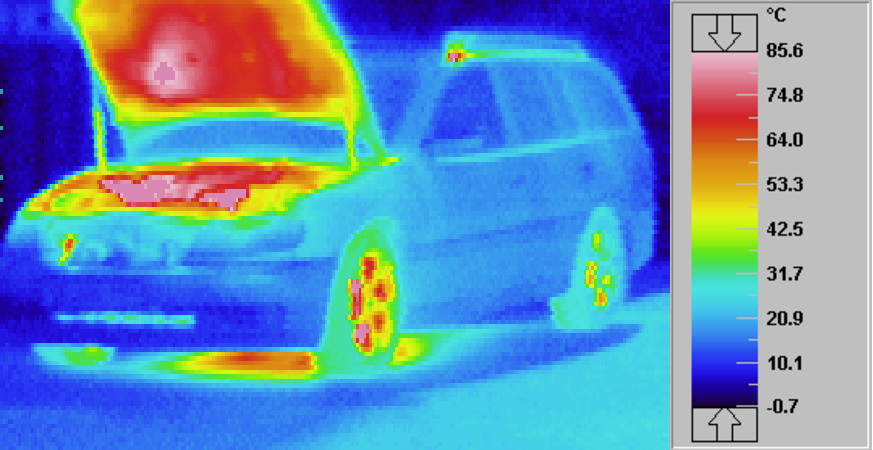
Termografia d'un cotxe, on s'observen les diferents temperatures de les seves parts

La termografia és una tècnica que permet mesurar temperatures exactes a distància i sense necessitat d'estar en contacte amb l'objecte a estudiar. Mitjançant la captació de la radiació infraroja de l'espectre electromagnètic, utilitzant càmeres termogràfiques o de termovisió, es pot convertir l'energia radiada en informació sobre temperarura.

## Utilitats
- Observació de l'espai
- Manteniment predictiu de maquinària industrial
- Salvament d'accidentats
- Detecció de gasos
- Medicina
- Veterinària
- Meteorologia
- Reconeixement biomètric de persones